# Gare de Farschviller
La gare de Farschviller est une gare ferroviaire française de la ligne de Haguenau à Hargarten - Falck, située sur le territoire de la commune de Farschviller, dans le département de la Moselle, en région Grand Est.

## Situation ferroviaire
Établie à 262 mètres d'altitude, la gare de Farschviller est située au point kilométrique (PK) 96,830 de la ligne de Haguenau à Hargarten - Falck, entre les gares ouvertes de Hundling, s'intercale la halte fermée de Diebling, et de Farébersviller.

## Fréquentation
De 2015 à 2024, selon les estimations de la SNCF, la fréquentation annuelle de la gare s'élève aux nombres indiqués dans le tableau ci-dessous.
| Année     | 2015   | 2016   | 2017   | 2018   | 2019   | 2020   | 2021   | 2022   | 2023   | 2024   |
| --------- | ------ | ------ | ------ | ------ | ------ | ------ | ------ | ------ | ------ | ------ |
| Voyageurs | 21 087 | 20 970 | 21 467 | 22 125 | 19 952 | 18 309 | 21 785 | 22 573 | 23 096 | 19 353 |

## Service des voyageurs

### Desserte
Farschviller est desservie par des trains TER Grand Est de la relation : Béning - Sarreguemines - Bitche.